# Alessia Venturini
Alessia Venturini (Mantova, 11 aprile 1993) è una calciatrice italiana, difensore del San Marino.

## Carriera
Alessia Venturini cresce calcisticamente nella Fortitudo Mozzecane, inserita sia nelle formazioni giovanili che, dalla stagione 2008-2009, nella formazione titolare che gioca in Serie A2. Venturini rimane con il club di Mozzecane per le quattro stagioni successive, contribuendo alla promozione della squadra in Serie A e facendo il suo esordio nel massimo livello del campionato italiano femminile di calcio alla 1ª giornata della stagione 2012-2013. Il debutto in Serie A si rivela comunque ostico per la formazione veneta che non riesce ad emergere dalle posizioni di bassa classifica e chiude il campionato in 15ª posizione, retrocedendo in A2, serie poi soppressa riportando la Serie B al secondo livello del campionato italiano di categoria. Venturini lascia quindi la squadra con un tabellino di 110 presenze in campionato, 30 delle quali in Serie A.
Durante il calciomercato estivo decide di accordarsi con il Real Bardolino, club che si affida alla sua esperienza maturata nel reparto difensivo per affrontare la Serie B nella stagione entrante. Iscritta nel Girone B, la squadra riesce a dare buona prova di competitività raggiungendo a fine campionato la 4ª posizione, tuttavia la situazione economica non permette l'iscrizione del club alla stagione successiva e durante l'estate 2014 svincola le proprie giocatrici. Venturini si congeda quindi con un tabellino personale di 2 reti su 26 presenze.
Per la stagione 2014-2015 trova nuovamente un accordo con il Fortitudo Mozzecane che la inserisce in rosa nella formazione che affronta il Girone B. Venturini scende in campo 23 volte su 26 incontri, realizzando una rete e contribuendo a far raggiungere alla squadra il 5º posto e una tranquilla salvezza.
Durante il calciomercato estivo 2015 trova un accordo con il San Zaccaria che le dà l'opportunità di tornare in Serie A dopo tre stagioni passate in cadetteria.
Al termine della stagione 2016-2017, culminata con la salvezza del San Zaccaria dopo i play-out, ha lasciato la squadra ravennate per poi trasferirsi al San Marino, partecipante per la seconda stagione consecutiva al campionato di Serie B 2017-2018.

## Palmarès
- Campionato italiano di Serie A2: 1

Fortitudo Mozzecane: 2011-2012